# 静岡蒸溜所
静岡蒸溜所（しずおかじょうりゅうしょ、英語: Shizuoka Distillery）は、静岡県静岡市葵区にあるジャパニーズ・ウイスキーの蒸留所。静岡産の素材にこだわる生産方針を掲げており、世界のウイスキー蒸留所で唯一、薪を使った直火加熱式の単式蒸留器による生産が行われている。

## 歴史
静岡蒸溜所は中村大航によって2016年に設立され、ウイスキーの生産を開始した。
設立の経緯は2012年にさかのぼる。創業者の中村大航は2012年1月にガイアフローという会社を立ち上げ、再生可能エネルギー事業を展開していた。中村は20代の頃から趣味としてウイスキーを好んでおり、2012年6月にスコッチ・ウイスキーの一大産地として知られるアイラ島とジュラ島への旅行に行った。中村がスコットランドに足を踏み入れたのはこれが初めてであった。その際、当時アイラ島で最も新しい蒸溜所であったキルホーマン蒸溜所を見学し、キルホーマンが非常に小規模な蒸留所であることを知る。このような小規模蒸留所でも世界的に高い評価を得られる酒造りができることに驚いた中村は、同じようなクラフト蒸留所を設立してウイスキーを造りたいと考えるようになった。
帰国した中村はウイスキー製造事業についてのノウハウを得るため、ベンチャーウイスキーの肥土伊知郎にコンタクトを取って秩父蒸溜所を訪問したほか、秩父以外にも170箇所以上の蒸留所や酒類メーカーへ足を運び、酒造りについて学んだ。そうやって蒸留所の建設・運用について様々な知見を得ていったが、異業種からの参入ということもあって中村のウイスキー業界における知名度は皆無に等しかった。そこでガイアフローはまず酒類の輸入業者として営業を開始した。翌2013年4月にはインディペンデント・ボトラーとして世界的な人気があるブラックアダーの正規輸入代理店になり、徐々にウイスキー業界内での地歩を固めていった。

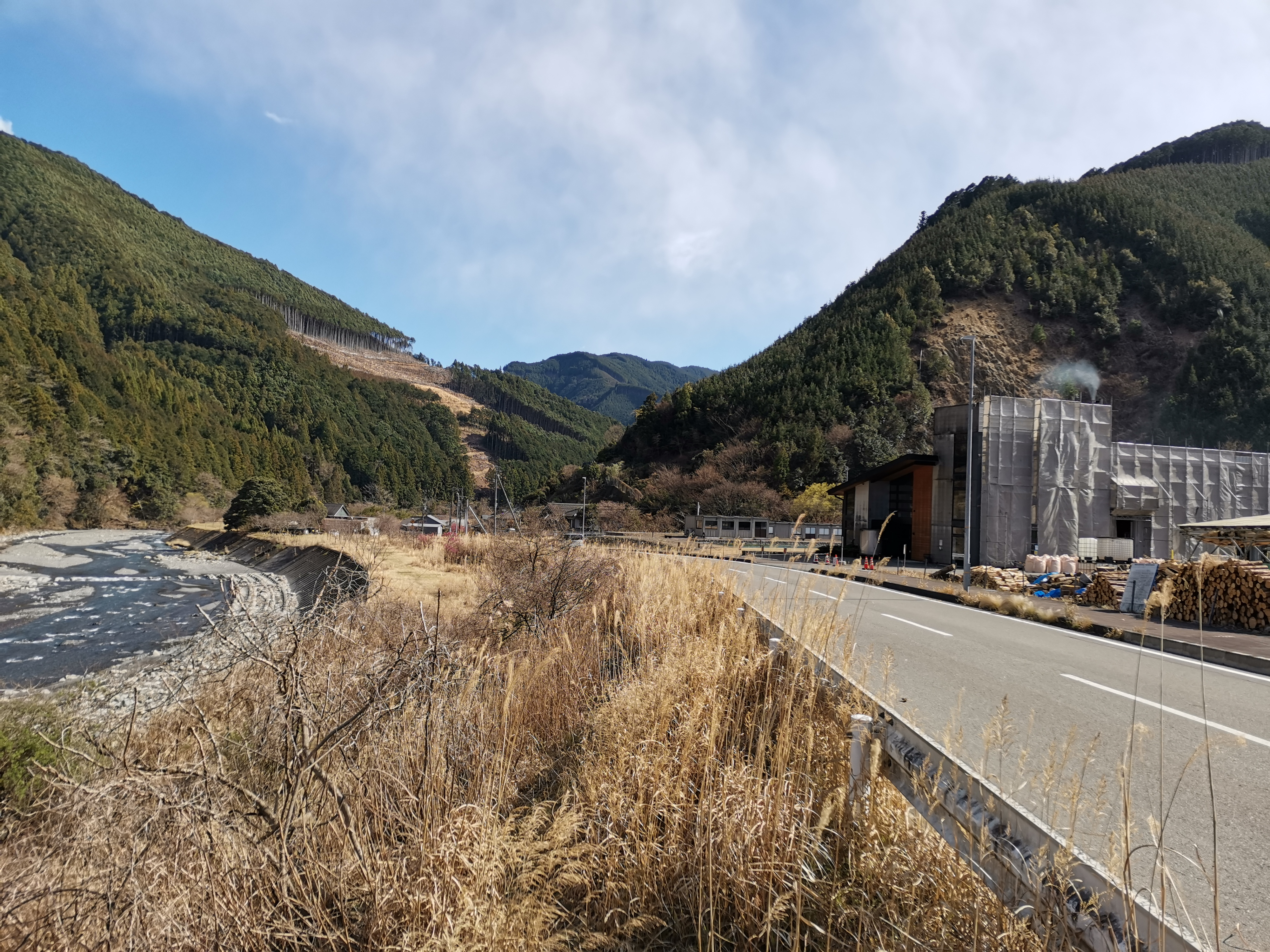
中河内川の上流側から眺めた静岡蒸溜所。画面右手。

輸入代理店業務の拡大と同時に蒸留所の建設用地探しと設備の発注も進められていた。2014年5月にはポットスチルメーカーとして有名なスコットランドのフォーサイス社へ2基のポットスチルを注文している。発注の時点で建設用地は見つかっていなかったが、同年6月には奥静岡（オクシズ）の玉川地区（安倍川流域）に用地が見つかった。その土地は静岡市が所有する20,000平方メートルの土地で、JR静岡駅から車で40分ほどの山林の中にある。不便な中山間地域にあることから活用案が出ては消えてを繰り返している状況下にあった。そのため、蒸留所の建設では静岡市のバックアップおよび商工組合中央金庫静岡支店と清水銀行から計2億円の融資を得ることができ、蒸留所の建設が始まった。総工費は4億円。静岡市の当時の土地担当職員はウイスキーファンだったという。蒸留所ロゴの「S」は安倍川の流れを表しており、川に生息する鮎とカワセミをモチーフとして採用している。蒸留所の建物は静岡の建築家のデレック・バストンが率いる設計事務所のウエスト・コースト・デザインが設計した。蒸留所の内装、外装には静岡産の檜が使われており、建物のすぐ隣には冷却水用の大きな貯水池がある。
2015年には、2016年に解体予定だった旧軽井沢蒸溜所の設備一式を御代田町のオークションにて505万円で落札した。ほとんどの設備は劣化して使い物にならなかったが、4基のポットスチルのうち1基とポーティアス社製のモルトミル（粉砕機）は状態がよく、静岡で使われることになった。特にモルトミルは高価なもので、2000万円相当の価値があったと言われている。その後は翌2016年8月に蒸留所の第1期工事が完了、9月にウイスキーの製造免許を取得、10月には生産を開始し、2017年1月から本格稼働を始めた。
2020年には初のシングルモルトウイスキーとなる「プロローグK」を発売した。その後2021年には「プロローグW」と「コンタクトS」を、2022年にはブレンデッドウイスキーの「ブレンデッドM」をそれぞれ発売した。それぞれの詳細は「#製品」を参照。

## 製造
コンセプトは静岡の風土に根差したウイスキー造りであり、静岡産の木材や麦を使った生産を行っている。年間生産量は7万リットル。

### 麦芽・仕込み・発酵
| モルトミル |  | マッシュタン |  | スギ製ウォッシュバック |
| モルトミル |  | マッシュタン |  | スギ製ウォッシュバック |

麦芽は基本的にノンピートのものを使うものの、短期間だけフェノール値最大40ppmの麦芽も使われる。2018年には蒸溜所近隣で栽培された静岡産大麦をはじめて使用し、翌2019年には焼津市の協力農家3軒が二条大麦のニューサチホゴールデンの栽培を始めている。麦芽の粉砕に使うモルトミル（粉砕機）はポーティアス社製で、これは軽井沢蒸留所で使われていたものである。1989年に軽井沢蒸留所に導入された比較的新しい設備で、蒸溜所末期にはあまり使われていなかったため静岡でそのまま使えるほど状態がよかった。また、粉砕した麦から不純物を取り除くデストナーも軽井沢で使われていたものである。
仕込みは1回あたり1トンの麦芽を使う。マッシュタン（糖化槽）はステンレス製で三宅製作所製のもの。メンテナンスのしやすさを考慮してあえて日本企業に製作を依頼している。仕込み水は中河内川の伏流水で、敷地内の井戸から汲み上げられる。硬度69の軟水。
ウォッシュバック（発酵槽）はオレゴンパイン製が4基、静岡産杉製が6基で、合計10基ある。容量は全て8,000リットル。すべて大阪府の藤井製桶所が製作したもので、藤井製桶所は日本酒の木桶に造詣が深い。ウォッシュバックとしては珍しい杉材を使うことで静岡蒸留所特有の香味がもたらされている。酵母にはマウリ製のピナクルというドライイーストと、静岡モルトイースト「NMZ-0688」という独自のものを使っている。これは沼津工業技術支援センターがウイスキーおよびビールの醸造用に開発したものである。

### 蒸留
| 写真左側が初留器W、右側が再留器 |  | 初留器K |
| 写真左側が初留器W、右側が再留器 |  | 初留器K |

静岡蒸溜所の生産工程で最も特徴的なのが蒸留である。ポットスチルは全部で3基あり、内訳は初留器2基と再留基が1基である。初留器はどちらも特徴が異なり、それぞれ「K」「W」と名付けられている。
初留器「K」は日本蒸溜工業製で、1975年に旧軽井沢蒸溜所に設置されたものである。先述の通り2015年にオークションで落札され、三宅製作所による改修を経て静岡に移設された。「K」は「軽井沢」（KARUIZAWA）の頭文字である。ランタンヘッド型で、蒸気による間接加熱式、ラインアームは水平、冷却方式はシェル&チューブを採用。容量は3,500リットルと小さいため、もろみは2回に分けて蒸留する。「K」で造られたスピリッツは華やかで軽やかな酒質になる傾向がある。

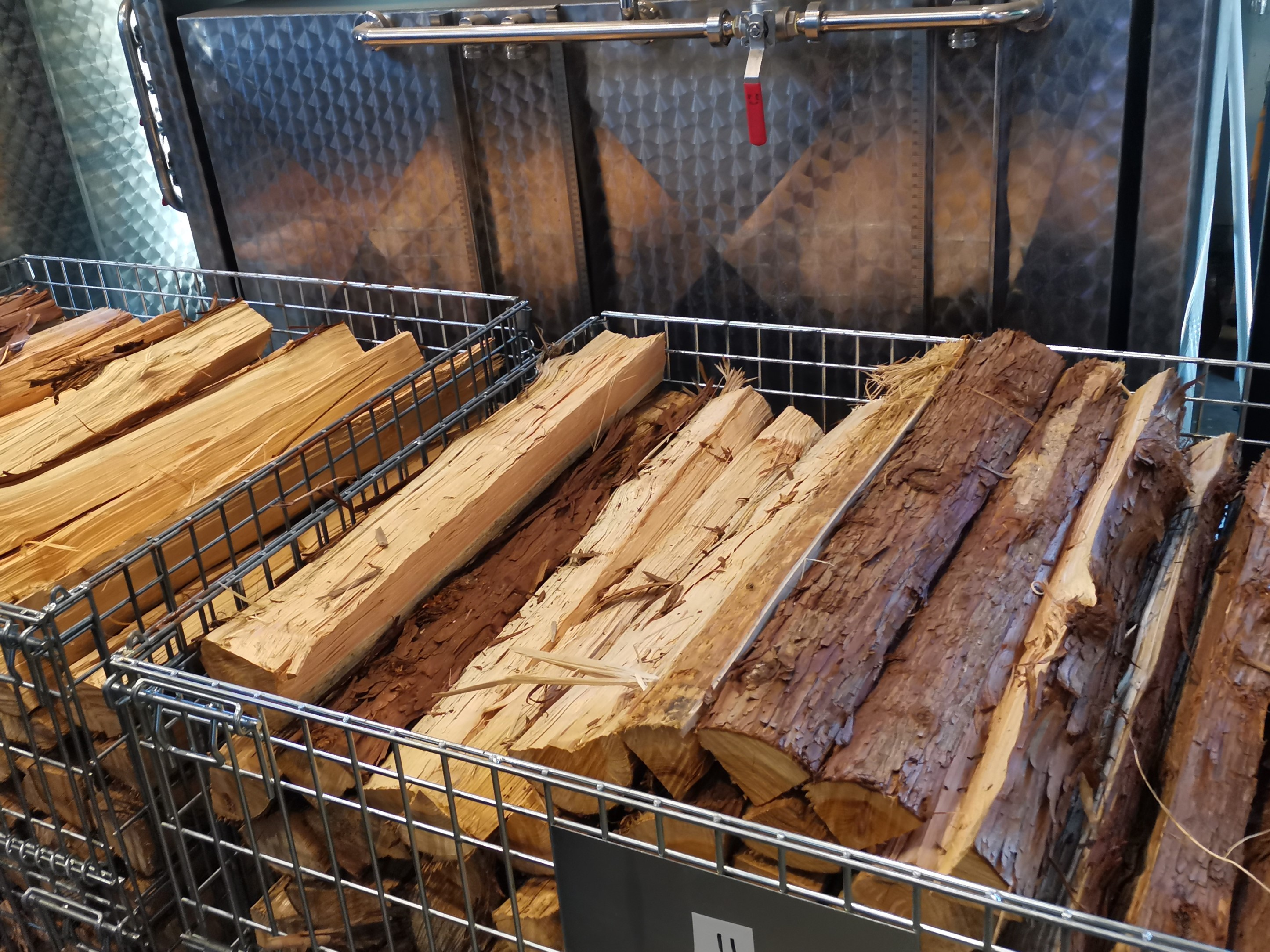
W用の薪

初留器「W」はフォーサイス社製で、世界のウイスキー蒸留所でも唯一の薪による直火加熱式を採用しており、800℃の高温で蒸留するのが特徴。薪は静岡の間伐材が使われる。バルジ型で、加熱方式は直火と蒸気による間接加熱式の併用が可能、ラインアームは水平、冷却方式はシェル&チューブを採用。容量は6,000リットル。「W」で造られたスピリッツは直火蒸留特有の厚みのある酒質になる傾向がある。「W」は"Wood-fired still"の頭文字である。
再留器は「W」と同じくフォーサイス社製で、バルジ型、ラインアームは下向き、冷却方式はシェル&チューブを採用。容量は3,500リットル。

### 熟成
| 熟成庫の外観 |  | 熟成庫内部、上部に天窓が写っている |
| 熟成庫の外観 |  | 熟成庫内部、上部に天窓が写っている |

熟成庫はダンネージ式の第1熟成庫（容量1,000樽）とラック式の第2熟成庫があり、合計で3,800樽を複製できる。
ウイスキーの熟成においては一般に寒暖差が大きいほど熟成が進みやすいが、静岡蒸溜所の周囲は一年を通して温暖な気候であり、日本の他地域に比べて寒暖差が少ない。そのため、第一熟成庫は壁に断熱材を使わず窓も太陽熱を取り込むような配置になっており、寒暖差が生まれやすいように工夫がされている。また、ほとんどの原酒はバーボン樽で熟成される。

## 製品
2020年に初めてのシングルモルトウイスキーである「静岡プロローグK」を発売した。その名の通り蒸留器「K」で蒸留した原酒で構成されている。翌2021年には「W」で蒸留された製品「静岡プロローグW」と、「K」と「W」の原酒をブレンドした「静岡コンタクトS」を発売。これらの「K」「W」「S」シリーズはそれぞれ本数限定の商品だが、2022年2月には静岡産のモルト原酒と海外産のグレーン原酒をブレンドした「ブレンデッドM」という製品をリリースしており、これは限定ではなく通年販売品である。「M」は"meet"(出会い)の頭文字であるという。
2022年5月に「ポットスティルＫ 純日本大麦 初版」（国産大麦100%使用）、8月に「ポットスティルＷ 純外国産大麦 初版」（外国産大麦100％使用）を発売。これらは上記「プロローグ」の後継であるが、それぞれ蒸留器の違い、大麦の産地の違いで特徴を明確にしている。また、12月には「コンタクトＳ」の後継である「ユナイテッドＳ 初版」を発売。この「Ｓ」シリーズが今後の静岡蒸溜所の主力商品となるとしている。

## 評価

### 風味
創業者の中村は静岡蒸溜所が目指す味わいについて「華やかさと程よい質感がバランスした、ハイランドモルトのようなものができるといいですね」と語っている。